# Orthonama corteza
Orthonama corteza är en fjärilsart som beskrevs av Paul Dognin 1896. Orthonama corteza ingår i släktet Orthonama och familjen mätare. Inga underarter finns listade i Catalogue of Life.